# Oxalis obtriangulata
Oxalis obtriangulata är en harsyreväxtart som beskrevs av Carl Maximowicz. Oxalis obtriangulata ingår i släktet oxalisar, och familjen harsyreväxter. Inga underarter finns listade i Catalogue of Life.